# Eerikinkatu (Turku)
Pour les articles homonymes, voir Eerikinkatu.
Eerikinkatu est l'une des rues principales du plan hippodamien du centre-ville de Turku en Finlande.

## Présentation
Eerikinkatu s'étend de Multavierunkatu jusqu'à Sairashuoneenkatu en traversant les quartiers VI, VII et  VIII,
Les transports en commun sont autorisés sur Eerikinkatu entre Kauppiaskatu et Kristiinankatu.

## Bâtiments de la rue
| N°    | Bâtiment                                  | Architecte                           | Image |
| 1–3   | Immeuble de bureaux                       | Erik Lindroos                        |       |
| 7     | Lintula (fi)                              | Albert Richardtson                   |       |
| 10    | Hamburger Börs                            |                                      |       |
| 11    | Sokos Wiklund                             |                                      |       |
|       | Place du marché                           |                                      |       |
|       | Îlot urbain Hansa                         | Benito Casagrande                    |       |
| 13    | Théâtre suédois de Turku                  | Pehr Johan Gylich Carl Ludvig Engel  |       |
| 14    | KOP-kolmio                                | Viljo Revell                         |       |
| 15    | Antintalo                                 | Karl Viktor Reinius                  |       |
| 16    | Halle du marché                           | Gustaf Nyström                       |       |
| 18    | Panimoravintola Koulu                     | Selim Arvid Lindqvist Bruno Granholm |       |
| 21    | Turun postitalo (fi)                      | Selim Savonius ja Torsten Montell    |       |
| 23    | Hôtel Seurahuone                          | Erik Bryggman Ilmari Ahonen          |       |
| 24    | Caserne des pompiers volontaires de Turku | Karl Victor Reinius                  |       |
| 26    | Immeuble de Kela                          | Aarne Ehojoki                        |       |
| 30    | Maison des travailleurs                   | Ilmari Ahonen                        |       |
| 34    | Institut des migrations                   | Arthur Kajanus                       |       |
| 35    | Caserne centrale (fi)                     | Johan Eskil Hindersson               |       |
| 37    |                                           |                                      |       |
| 40-42 | Maison de la police                       |                                      |       |